# Let Me in Your Heart Again
Let Me in Your Heart Again è un singolo del gruppo musicale britannico Queen, pubblicato il 3 novembre 2014 come unico estratto dalla quindicesima raccolta Queen Forever.

## Descrizione
Si tratta del primo materiale inedito dei Queen registrato con la voce di Freddie Mercury (ad esclusione dell'album The Cosmos Rocks dei Queen + Paul Rodgers) a distanza di 16 anni dall'ultimo singolo pubblicato dal gruppo nel 1998, No-One but You (Only the Good Die Young).
Inizialmente il brano era stato concepito per essere inserito nell'album The Works; nel corso degli anni questa canzone ha subito diverse riscritture e ri-registrazioni prima di essere lasciata incompiuta e successivamente registrata da Anita Dobson, con May, per il suo album del 1988 Talking of Love. Nel 2014, la band ha pubblicato una versione completa della canzone che presenta elementi di una serie di demo dei Queen della traccia, con nuove voci di supporto di Brian May e Roger Taylor e nuove chitarre del chitarrista; al basso ha partecipato inoltre John Deacon, che però non è stato coinvolto nel missaggio finale del brano del 2014, poiché aveva lasciato il gruppo nel 1997.
Il brano ha infine anticipato la pubblicazione della raccolta Queen Forever.

## Tracce
1. Let Me in Your Heart Again – 4:31

## Formazione
Gruppo
- Freddie Mercury – voce, cori
- Brian May – chitarra elettrica e acustica, cori
- Roger Taylor – batteria, percussioni, cori
- John Deacon – basso

Altri musicisti
- Fred Mandel - pianoforte